# God of War Collection
La God of War Collection è sviluppata da Bluepoint Games e pubblicato da Sony Computer Entertainment per PlayStation 3 il 28 aprile 2010 e successivamente su PlayStation Vita l'8 maggio 2014. Questa Collection è disponibile nella God of War III Ultimate Trilogy Edition che è stata distribuita in Europa il 17 marzo 2010, nella versione stand alone e nel box La trilogia di God of War contenente tutti i tre capitoli della serie God of War. Queste ultime due versioni sono state pubblicate il 28 aprile 2010 e sono disponibili solo per PS3.
Questa Collection è composta da un blu-ray contenente i primi due God of War rimasterizzati in HD, con una grafica migliorata, aggiungendo il supporto ai trofei.
God of War Collection è approdata anche sul PlayStation Store il 3 novembre 2010.

## Trama
Le trame sono le stesse dei due giochi contenuti: God of War e  God of War II.

## Descrizioni
God of War Collection è un conversione rimasterizzata di God of War e God of War II per PlayStation 3 e PlayStation Vita su un singolo blu-ray e su una singola scheda di gioco Playstation Vita, in origine doveva essere pubblicato in Nord America il 10 novembre 2009, tuttavia il rilascio è stato posticipato al 17 novembre 2009. Sony Computer Entertainment Europe ha annunciato che non poteva essere possibile distribuire la collezione nel 2009. Il 17 dicembre 2009 sul blog europeo di PlayStation, è stato annunciato che God of War Collection sarà incluso nel God of War III: Trilogy Ultimate Edition. Questo Ultimate Edition Trilogy è stata pubblicata in tiratura limitata insieme a God of War III il 19 marzo 2010 in Europa, e il 18 marzo 2010 in Australia e Nuova Zelanda. Non ci sono stati annunci su questa Collection pubblicati in Europa, Australia, Nuova Zelanda, tranne che nel Regno Unito. Il gioco è uscito in Giappone come uno stand-alone il 18 marzo 2010 ed è stato pubblicato da Capcom.
In Italia è uscito il 28 aprile 2010 al costo di 39,90 €, la versionePlayStation Vita invece è uscita l'8 maggio 2014 al prezzo di 29,90 €.
I giochi sono stati portati da Bluepoint ed è possibile utilizzare le funzionalità di PlayStation 3, inclusa l'alta definizione (720p), la grafica antialiasing con 60 fotogrammi al secondo e molti trofei supportati da PlayStation Network. Il porto era derivato dal feedback dei fan della serie in attesa di God of War III, e fu visto come un modo per appassionare nuovi giocatori per la serie rispetto a prima della pubblicazione del gioco. In un post sul blog della PlayStation il 23 settembre 2009, è stato rivelato che il demo del gioco God of War III da E3 2009 è incluso. Il trailer ufficiale è stato inaugurato il 16 ottobre 2009 ed è stato mostrato nel teatro virtuale di PlayStation Home, nonché un manifesto pubblicitario sul lato del centro commerciale virtuale.
Ci sono un totale di 71 trofei tra i due giochi: 36 per God of War, 35 di God of War II - tra cui un trofeo di platino per ogni gioco.

## Accoglienza
La rivista Play Generation la classificò come une delle quattro migliori raccolte di classici in alta definizione.

## Sequel
Nel settembre 2011 è uscito il seguito God of War Collection volume II (God of War: Origins Collection in Nord America) per playstation 3. Il videogioco è stato annunciato alla conferenza stampa di Sony all'E3 2011, sviluppato da Ready at Dawn e Sony Computer Entertainment. La raccolta è stata rilasciata il 13 settembre 2011 in Nord America (come download digitale su Playstation Store), il 16 settembre in Europa, il 29 settembre in Australia e il 6 ottobre in Giappone.
Come il suo predecessore è composta da un disco blu-ray, ma contenente i due capitoli God of War: Chains of Olympus e God Of War: Ghost of Sparta rimasterizzati in HD, con una grafica migliorata e il sistema trofei. Si tratta dell'unica versione di God of War a presentare il supporto 3D stereoscopico